# 岡比亞國家足球隊
岡比亞足球代表隊是岡比亞的國家足球代表隊，由岡比亞足球協會管理，現時屬於國際足協及非洲足協成員國之一。岡比亞至今仍未參加過世界杯的決賽周，2021年首次晉級非洲國家杯即晉級淘汰賽，于16強1比0小勝幾內亞，隨後于8強以0比2不敵喀麥隆，結束了首次非洲杯之旅。

## 世界盃成績
| 年份   | 最終成績 |
| ------ | -------- |
| 1930年 | 沒有參賽 |
| 1934年 | 沒有參賽 |
| 1938年 | 沒有參賽 |
| 1950年 | 沒有參賽 |
| 1954年 | 沒有參賽 |
| 1958年 | 沒有參賽 |
| 1962年 | 沒有參賽 |
| 1966年 | 沒有參賽 |
| 1970年 | 沒有參賽 |
| 1974年 | 沒有參賽 |
| 1978年 | 沒有參賽 |
| 1982年 | 未能晉級 |
| 1986年 | 未能晉級 |
| 1990年 | 沒有參賽 |
| 1994年 | 退出     |
| 1998年 | 未能晉級 |
| 2002年 | 未能晉級 |
| 2006年 | 未能晉級 |
| 2010年 | 未能晉級 |
| 2014年 | 未能晉級 |
| 2018年 | 未能晉級 |
| 2022年 | 未能晉級 |

## 非洲國家盃成績
- 1957年 至 1963年 - 屬於英國的一部分
- 1965年 - 不屬於非洲足球協會的一部分
- 1968年 至 1974年 - 沒有參賽
- 1976年 - 外圍賽出局
- 1978年 - 沒有參賽
- 1980年 至 1988年 - 外圍賽出局
- 1990年 - 退出
- 1992年 - 外圍賽出局
- 1994年 - 沒有參賽
- 1996年 - 在外圍賽進行期間退出
- 1998年 - 因1996年非洲國家盃外圍賽進行期間退出而被禁止參加
- 2000年 - 退出
- 2002年 至 2013年 - 外圍賽出局
- 2015年 - 禁止參賽
- 2017年 至 2019年 - 外圍賽出局
- 2021年 - 八强
- 2023年 - 小組賽

## 外部連結
- Gambia FA